# Гейзелгерст (Міссісіпі)
Гейзелгерст (англ. Hazlehurst) — місто (англ. city) в США, в окрузі Копая штату Міссісіпі. Населення — 3619 осіб (2020).

## Географія
Гейзелгерст розташований за координатами 31°51′50″ пн. ш. 90°23′34″ зх. д. / 31.86389° пн. ш. 90.39278° зх. д. (31.863858, -90.392793).  За даними Бюро перепису населення США в 2010 році місто мало площу 11,45 км², з яких 11,34 км² — суходіл та 0,12 км² — водойми.

## Демографія
Згідно з переписом 2010 року, у місті мешкало 4009 осіб у 1396 домогосподарствах у складі 965 родин. Густота населення становила 350 осіб/км².  Було 1549 помешкань (135/км²).
Расовий склад населення:
| - 74,8 % — чорних або афроамериканців - 17,9 % — білих - 0,8 % — азіатів - 0,4 % — корінних американців - 5,1 % — осіб інших рас |

До двох чи більше рас належало 1,0 %. Частка іспаномовних становила 6,9 % від усіх жителів.
За віковим діапазоном населення розподілялося таким чином: 26,5 % — особи молодші 18 років, 59,1 % — особи у віці 18—64 років, 14,4 % — особи у віці 65 років та старші. Медіана віку мешканця становила 35,2 року. На 100 осіб жіночої статі у місті припадало 91,0 чоловіків;  на 100 жінок у віці від 18 років та старших — 84,8 чоловіків також старших 18 років.
Середній дохід на одне домашнє господарство  становив 42 890 доларів США (медіана — 34 018), а середній дохід на одну сім'ю — 51 607 доларів (медіана — 42 005). Медіана доходів становила 30 445 доларів для чоловіків та 29 301 долар для жінок. За межею бідності перебувало 27,2 % осіб, у тому числі 35,3 % дітей у віці до 18 років та 18,7 % осіб у віці 65 років та старших.
Цивільне працевлаштоване населення становило 1529 осіб. Основні галузі зайнятості: виробництво — 24,0 %, освіта, охорона здоров'я та соціальна допомога — 18,8 %, роздрібна торгівля — 10,6 %, публічна адміністрація — 7,9 %.